# 阿普里爾齊市鎮

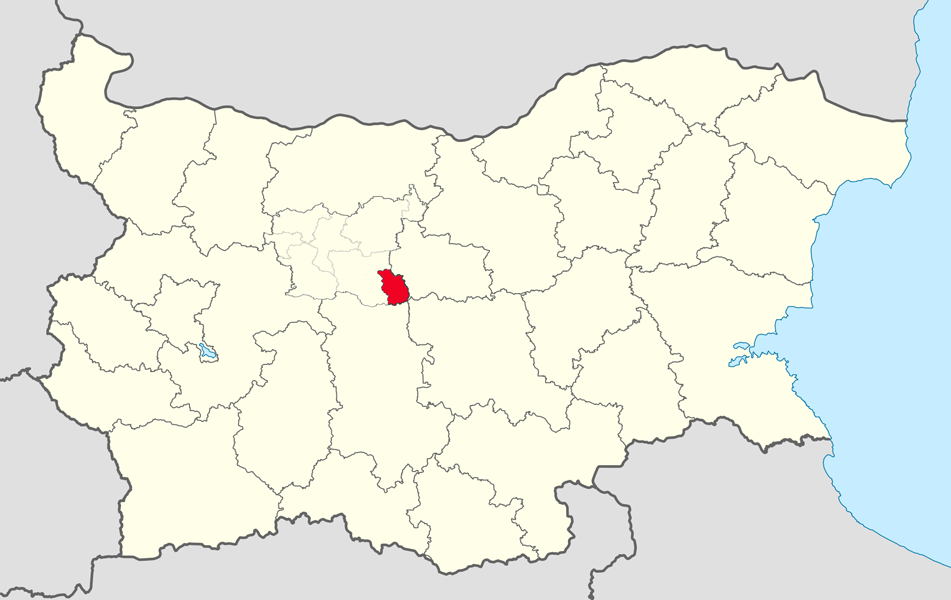

阿普里爾齊市，是保加利亞的城鎮，位於該國中部，由洛維奇州負責管轄，首府設於阿普里爾齊，面積240平方公里，2009年人口3,554，人口密度每平方公里14.81人。
42°48′N 24°54′E / 42.800°N 24.900°E